# Katsdorf
Katsdorf település Ausztriában, Felső-Ausztria tartományban, a Pergi járásban. Tengerszint feletti magassága 306 méter, területe 14,66 km².

## Elhelyezkedése
Katsdorf Engerwitzdorf, Wartberg ob der Aist, Ried in der Riedmark és Sankt Georgen an der Gusen településekkel határos.

## Népesség
| 2016 | 2 978 |
| 2018 | 3 086 |